# Lake Te Anau
Der Lake Te Anau ist ein See im Südwesten der neuseeländischen Südinsel und eine Station auf der Southern Scenic Route. Sein ursprünglicher Māori-Name war Te Ana-au, was so viel wie Höhle des wirbelnden Wassers bedeutet.

## Geographie
Der See umfasst eine Fläche von 352 km², womit er nach dem Lake Taupō den zweitgrößten See des Landes und vor dem Lake Wakatipu den größten See der Südinsel darstellt. Der Hauptteil des Sees verläuft etwa 61 km in Nord-Süd-Richtung. An der Westseite schließen sich außerdem drei große Fjorde an, die – nach ihrer geographischen Lage – als North Fiord, Middle Fiord und South Fiord bezeichnet werden. Am Eingang zum Middle Fiord befinden sich einige kleine Inseln. Dieser Fjord verzweigt sich ganz im Westen in einen nordwestlichen und einen südwestlichen Arm. Da der See auf einer Höhe von 210 m über NN liegt, er aber teilweise bis zu 417 m tief ist, liegen Teile des Sees unterhalb des Meeresspiegels.
Der See wird durch mehrere Zuflüsse mit Frischwasser versorgt. Unter ihnen ist der Eglinton River der größte, der von Osten in den See mündet. Vom südlichsten Ende des Sees fließt der Waiau River zuerst in den weiter südlich gelegenen Lake Manapouri, bevor das Wasser in der Te Waewae Bay an der Foveauxstraße ins Meer mündet.
Der größte Teil des Sees befindet sich innerhalb der Grenzen des Fiordland-Nationalparks und somit innerhalb des Te Wahipounamu-Weltnaturerbes. An der Nordküste befindet sich der Startpunkt des Milford Tracks, an der Südküste Start- und Endpunkt des Kepler Tracks. Die Ostküste des Sees ist von hügeliger Beschaffenheit. Hier liegen auch die einzigen zwei Siedlungen am Ufer des Sees: das etwa 1800 Einwohner zählende Te Anau und das kleine Bauerndorf Te Anau Downs. Die Gebiete an den anderen drei Seiten des Sees sind äußerst gebirgig, besonders am Westufer, an dem die Kepler und Morchinson Mountains bis zu 1400 m in die Höhe ragen.

## Flora und Fauna
Die nähere Umgebung des Sees bildet den Lebensraum für zahlreiche geschützte und teilweise vom Aussterben bedrohte Tiere, wie zum Beispiel die Südinseltakahe. Viele dieser Vögel bewohnen das abgeschiedene Gebiet zwischen den Fjorden.

## Aurora-Höhlensystem
Ebenfalls an der Westküste befindet sich das ausgedehnte Aurora-Höhlensystem, dessen zugänglicher Teil als Te Anau Caves touristisch genutzt wird. Die Höhle gab auch dem See seinen Namen. Um seine Entstehung rankt sich eine Legende der Māori. Danach entdeckte der Häuptling Te Horo eine heilige Quelle und schärfte seiner Frau ein, sie solle ihre Existenz nicht verraten. Die untreue Frau zeigte sie aber ihrem Geliebten. Sobald sich dessen Gesicht im Wasser der Quelle spiegelte, trat ein reißender Strom hervor, das Dorf ging im heutigen See unter.

## Fotogalerie

Lake Te Anau
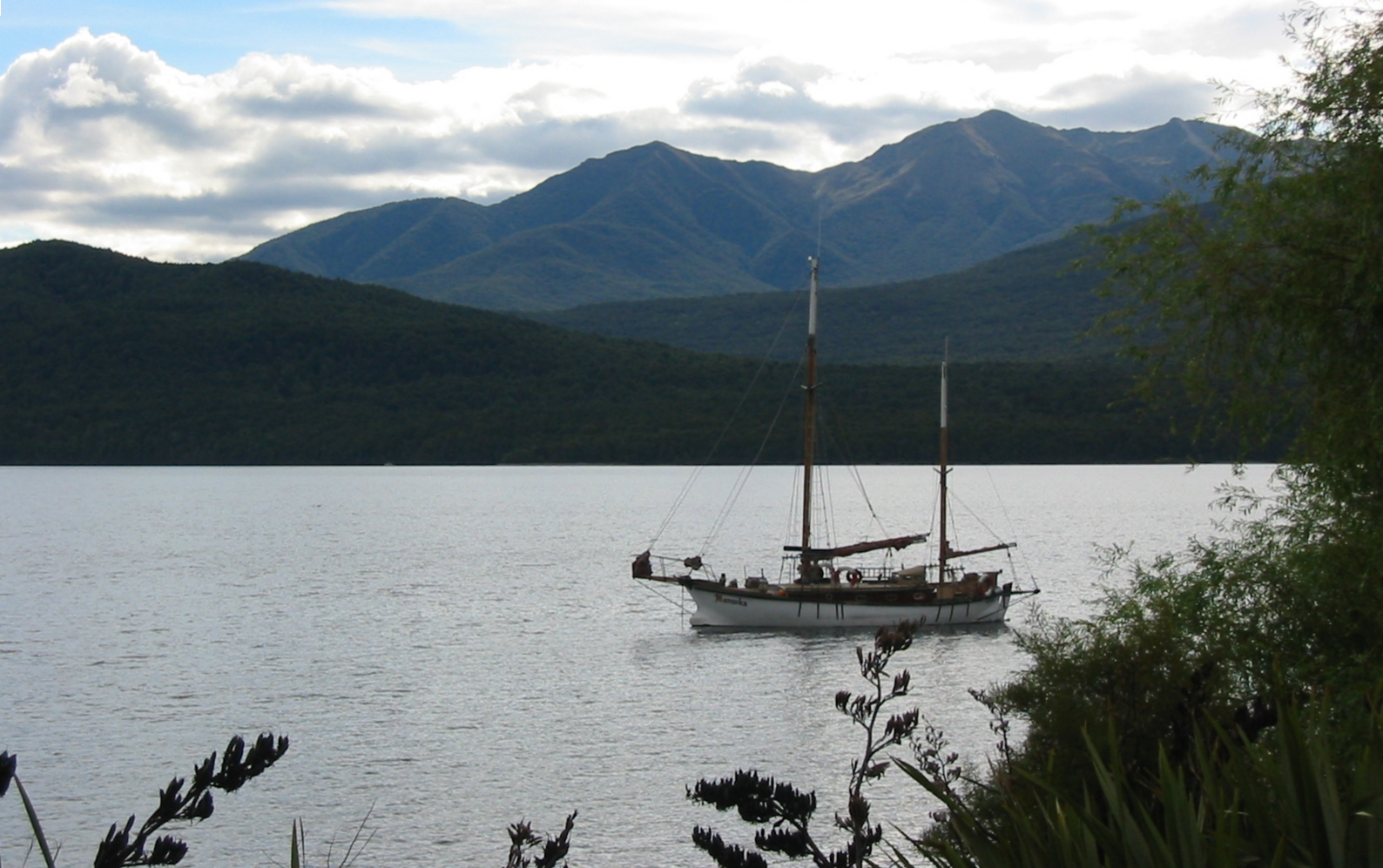
Ein Boot auf dem Lake Te Anau
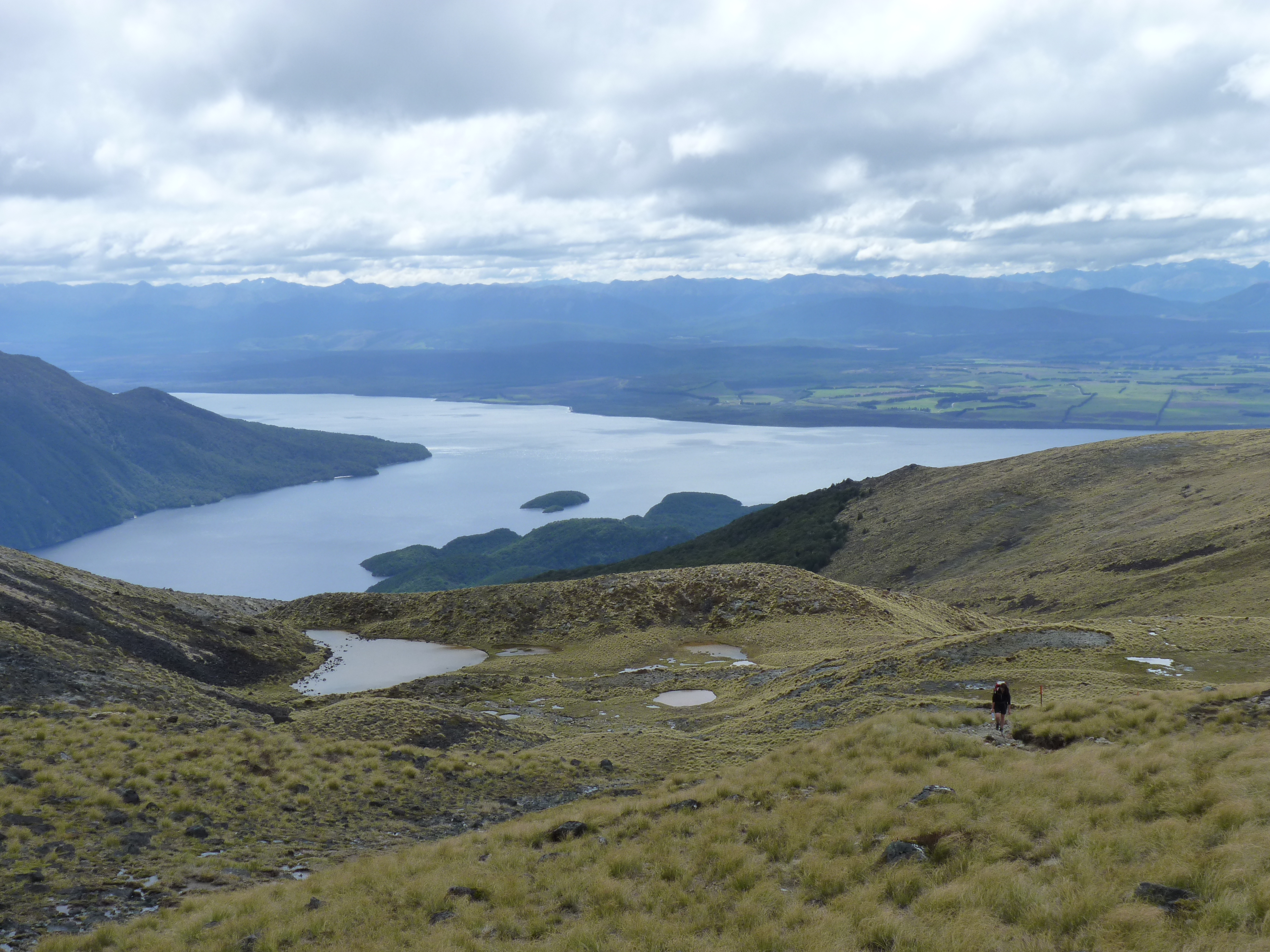
South Fiord vom Kepler Track aus gesehen